# Восточный (Белореченский район)
Восто́чный — посёлок в Белореченском районе Краснодарского края России. Входит в состав Родниковского сельского поселения.

## География
Расположен в 4,5 км от центра поселения и в 8,4 км от районного центра.

### Улицы
| - ул. Аэропорт, - ул. Весёлая, - ул. Выгонная, - ул. Зелёная, - ул. Молодёжная, - ул. Парковая, | - ул. Проточная, - ул. Свободная, - ул. Солнечная, - ул. Спортивная, - ул. Степная, - ул. Тракторная. |

## История
Посёлок Восточный Белореченского района зарегистрирован 28 октября 1958 года решением Краснодарского крайисполкома на месте 3-го отделения совхоза.

## Население
| 2002 | 2010 |
| ---- | ---- |
| 547  | ↗593 |